# Reto Finger
Reto Finger (Berna, 5 de febrero de 1972) es un jurista y autor dramático suizo.

## Vida
Se crio en Rumendingen y acudió a la escuela primaria de Wynigen. En 1986 su familia se trasladó a Burgdorf. Cuando aún era estudiante trabajó de forma independiente para el periódico Berner Zeitung. En 1991 aprobó la Matura y estudió derecho en las universidades de Zúrich y Ámsterdam. Compaginó los estudios con las escritura de dos obras teatrales para un grupo de teatro independiente de Burgdorf. En junio de 1999 finalizó su licenciatura y empezó a trabajar como asistente en el Europa Institut an der Universität Zürich. Después trabajó en el juzgado de primera instancia de Zúrich como auditor, escribano y, a partir del verano de 2014, como juez suplente.
La Asociación de Teatro para la Infancia y la Juventud de Alemania le concedió una beca Paul Maar para el taller de autores de la Bundesakademie für kulturelle Bildung Wolfenbüttel en abril de 2003. En 2003 y 2004 participó en un taller de dramaturgia, que se celbraba desde el año 2000m auspiciado por el Theater an der Winkelwiese junto con el Schlachthaus Theater Bern y el Theater Tuchlaube Aarau. En los años 2004 y 2005 recibió una beca de la Fundación Lydia Eymann en Langenthal.
Entre los años 2010 y 2012 fue presidente de Autoras y Autores de Suiza, asociación a la que pertenece desde 2004.

## Reconocimientos
- Kleist-Förderpreis für junge Dramatiker (2005)
- Autorenpreis de la Société Suisse des Auteurs (2005)
- Nominado al premio Welti (2007)
- Beca Weiterschreiben (2015)
- Premio Literario del Cantón de Berna (2016)

## Obra

### Teatro
- Zimmer 100bis (2003)
- Laurenz und Anna, eine Ost Side Story (2004)
- Schwimmen wie Hunde (2005), traducción al castellano: Nadar Perrito[4] (2006)
- Fernwärme (2006)
- Kaltes Land (2006)
- Einer wie ich würde mich vom Springen auch nicht abhalten (2007)
- Am Anfang war das Feuer (2007)
- Vorstellungen und Instinkte (2009)
- Haus am See (2011)
- Sprung ins Leere (2012)
- Vor Sonnenaufgang (2013)
- Aus dem bürgerlichen Heldenleben (2013)

### Piezas radiofónicas
- Letzte Stunde (2003)
- Kaltes Land (2006)